# 桂林路
31°09′43″N 121°24′54″E / 31.16208°N 121.41505°E
桂林路，是中國上海市徐汇区的一条南北向市政道路。目前，该道路北与吴中路相交，连接张虹路和宋园路，南接沪闵路。

## 历史[3]
1955年，为配合上海师范大学建设，原上海市工务局批准从漕宝路向南到金家浜（今冠生园路旁侧）修筑一条道路，当时桂林路车行道宽7米，煤渣路面，两侧各宽1.5米土路肩。
1957年，配合漕河泾工业区建设，又向北延伸至宜山路。
20世纪80年代中期，桂林路东侧开始建设田林新村，1986年，漕宝路至宜山路段改建拓宽，车行道拓宽至14米，沥青混凝土路面，两侧人行道各宽3～4米。
1990年，配合康健新村的建设，桂林路向南延伸至沪闵路，路幅为32米，沥青混凝土路面。同年，再次改建漕宝路至冠生园路段，除人行道各宽4.25米外，其断面宽度、路面结构均与冠生园路至沪闵路同。

## 已经消失的路段
上海南站新建工程中，该道路曾继续向南延伸穿过上海南线并连接老沪闵路，称为桂林南路。后来，老沪闵路合并了桂林南路直接连接沪闵路，而原先老沪闵路的沪闵路—桂林南路段分别归入南宁路、宾南路、柳州路、石龙路。